# Матревицс, Рихардс
Рихардс Матревицс (латыш. Rihards Matrevics; род. 18 марта 1999, Латвия) — латвийский футболист, вратарь клуба «Рига» и национальной сборной Латвии.

## Клубная карьера
Занимался футболом в академии клуба «Бабите». С 2015 по 2018 год Матревицс тренировался в системе английского клуба «Вест Хэм Юнайтед». Проиграв конкуренцию Натану Тротту, латвиец был вынужден разорвать контракт с «молотобойцами». После этого он находился на просмотре в «Бирмингем Сити», но в итоге летом 2018 года подписал контракт с «Барнетом» из пятого по силе дивизиона. Сыграв за «Барнет» всего один матч, Матревицс 29 ноября 2019 года был отдан в аренду «Хендону», сроком на один месяц. По истечении соглашения сделка была продлена ещё на один месяц.
Осенью 2020 года латвийский вратарь присоединился к «Сент-Олбанс Сити». Его дебют в футболке новой команды состоялся 26 октября 2020 года в матче Кубка Англии против «Бишопс-Стортфорд» (0:2).
В начале 2021 года Матревицс вернулся на родину, где стал игроком клуба «Валмиера». Дебют в Высшей лиге Латвии для него состоялся 4 апреля 2021 года в матче против «Вентспилса» (1:0).

## Карьера в сборной
Выступал за юношеские сборные Латвии до 16 (2015 год), до 17 (2015 год) и до 19 лет (2016—2018). В 2019 году играл за молодёжную сборную до 21 года.
В мае 2021 года Дайнис Казакевич впервые вызвал Матревицса в расположение национальной сборной Латвии.

## Достижения
«Валмиера»
- Чемпион Латвии — 2022